# Schuppenmieren
Die Schuppenmieren (Spergularia), auch Spärklinge oder Spörgel genannt, sind eine Pflanzengattung innerhalb der Familie der Nelkengewächse (Caryophyllaceae).

## Beschreibung

### Vegetative Merkmale
Die Schuppenmieren sind einjährige oder ausdauernde krautige Pflanzen. Sie bilden häufig Rasen. Die aufrechten oder aufsteigenden Stängel sind an ihrer Basis manchmal etwas verholzt. Die oberirdischen Pflanzenteile sind kahl oder drüsig behaart. Manche Arten bilden kurze, beblätterte Seitensprosse, sogenannte Blattbüschel, jedoch immer nur an einer Seite des Knotens.
Die Laubblätter sind typisch für diese Familie gegenständig. Die Nebenblätter sind trockenhäutig, silbrig und papierartig, sowie am Grunde verwachsen.

### Generative Merkmale
Die eingeschlechtigen oder zwittrigen Blüten sind radiärsymmetrisch und fünfzählig mit doppelter Blütenhülle. Die Blütenstiele werden nach der Blüte herabgeschlagen, richten sich zur Fruchtreife hin aber wieder auf. Die fünf Kelchblätter sind frei und haben oft einen schmalen, weißen Hautrand. Die fünf Kronblätter sind ganzrandig und rosa bis rot, selten weiß. Es gibt (ein) fünf bis zehn Staubblätter. Der Stempel besitzt drei Griffel.
Die Kapselfrucht springt mit drei FruchtKlappen auf. Die Samen sind birnenförmig bis rundlich, oder linsenförmig und geflügelt.

## Ökologie
Die Bestäubung erfolgt durch Insekten (Entomophilie) oder durch Selbstbestäubung (Autogamie).
Die Ausbreitung erfolgt für die zwei unterschiedlichen Samentypen verschieden: Die geflügelten Samen werden durch den Wind verbreitet, wobei der Hautrand als Flugapparat dient (Anemochorie). Die rundlichen Samen besitzen eine warzige und stachelige Oberfläche und werden als Klettfrüchte verbreitet (Epizoochorie).

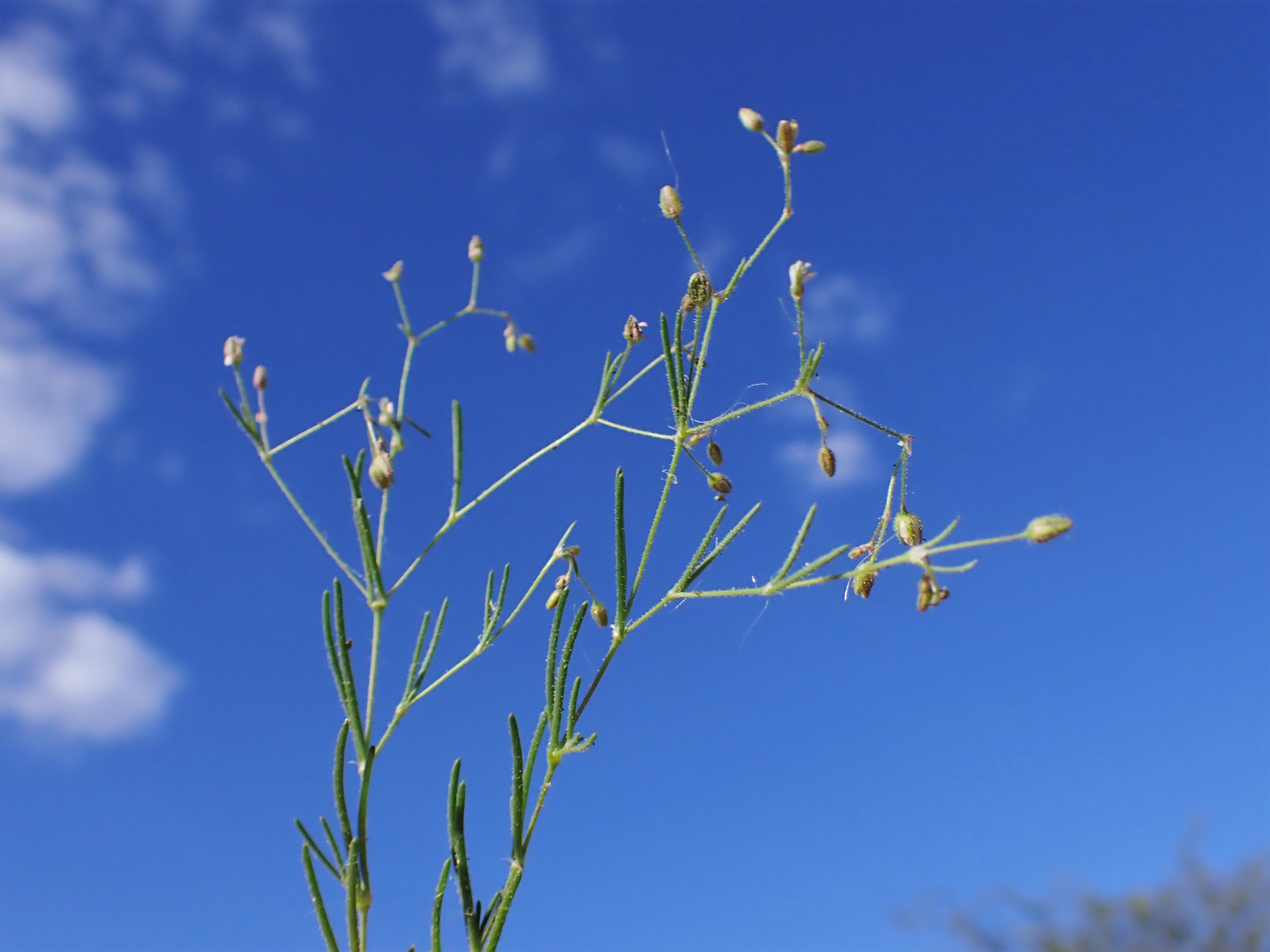
Spergularia diandra

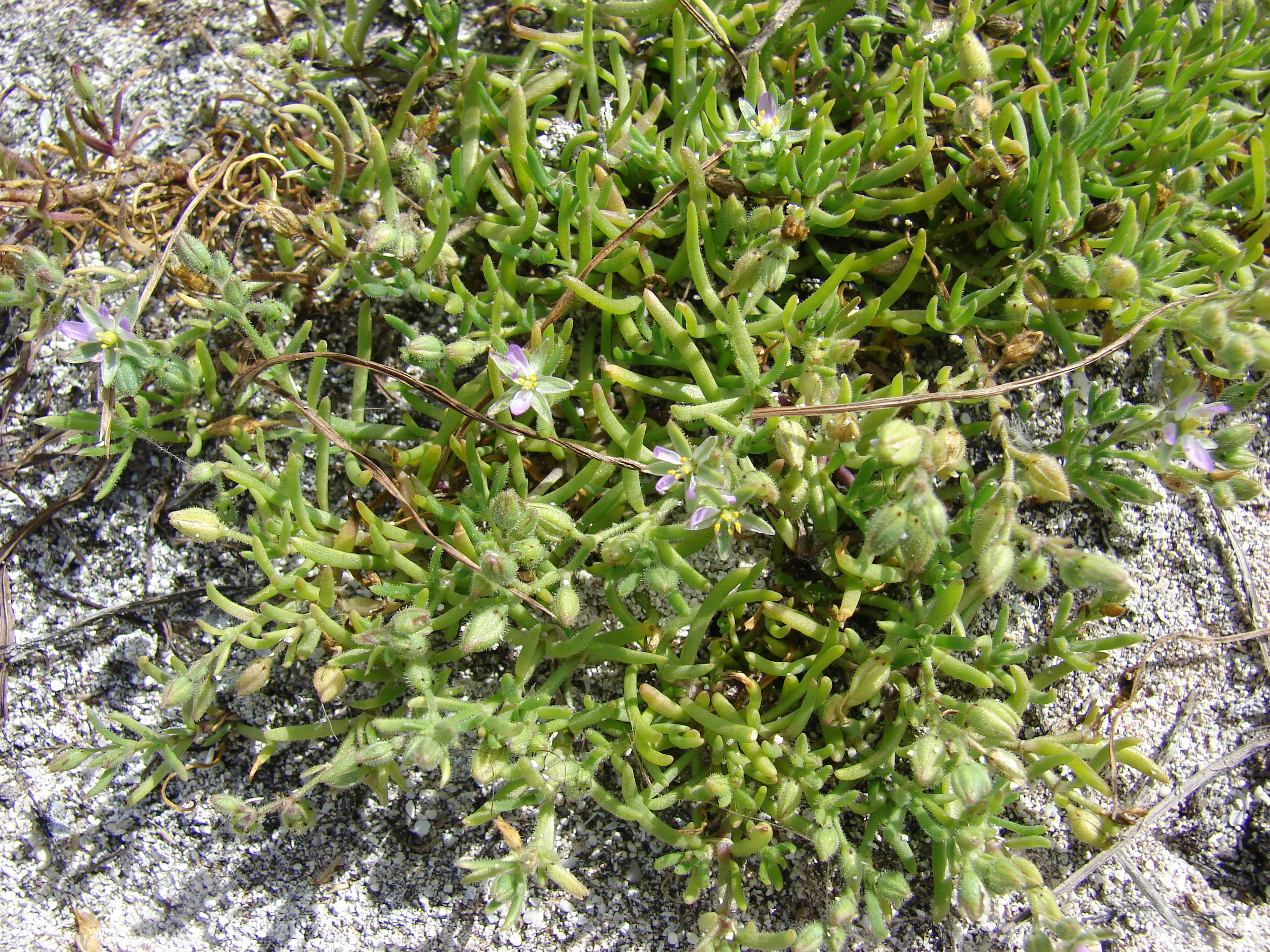
Salz-Schuppenmiere (Spergularia marina)

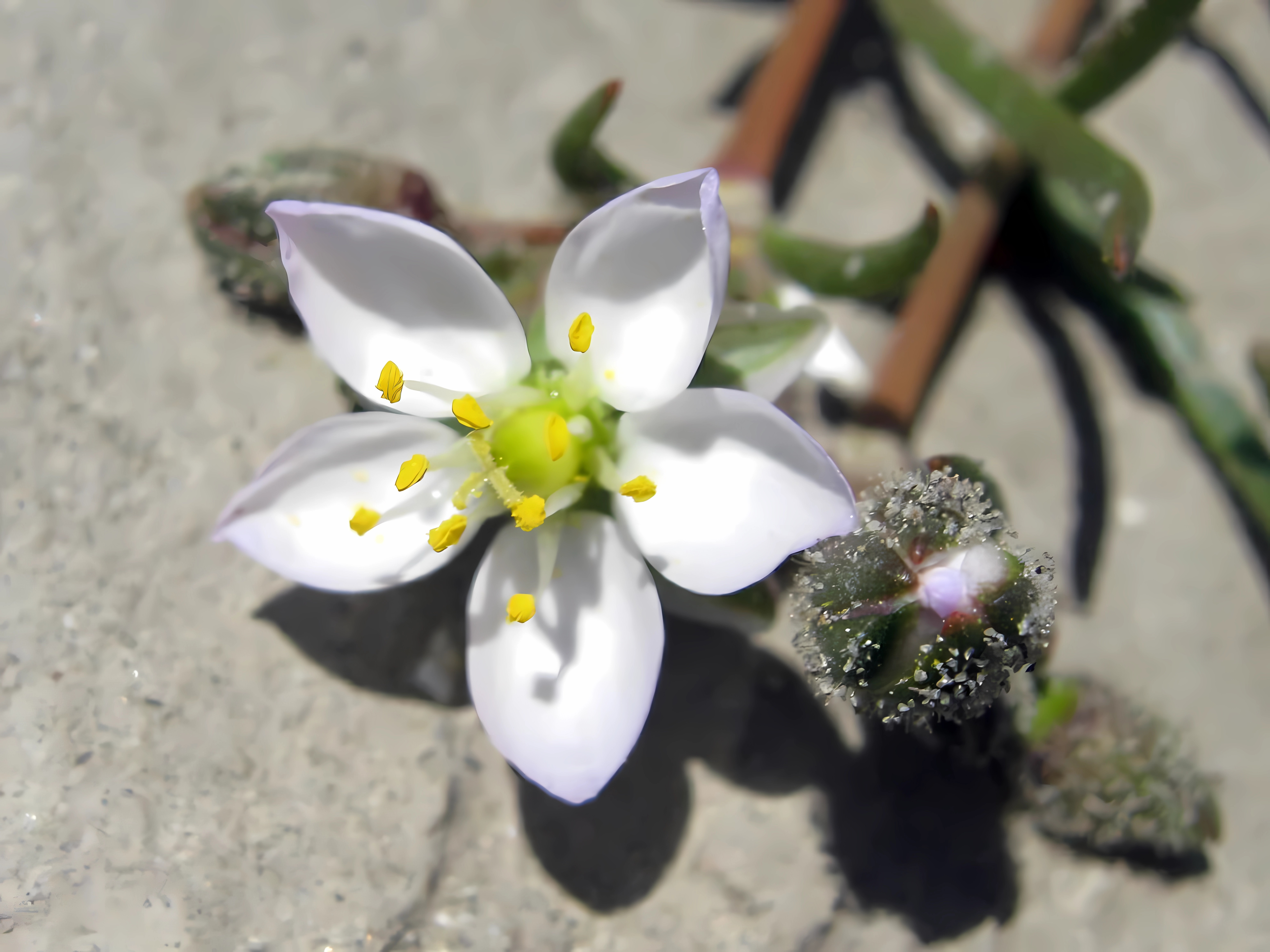
Fünfzählige Blüte der Flügelsamige Schuppenmiere (Spergularia media)

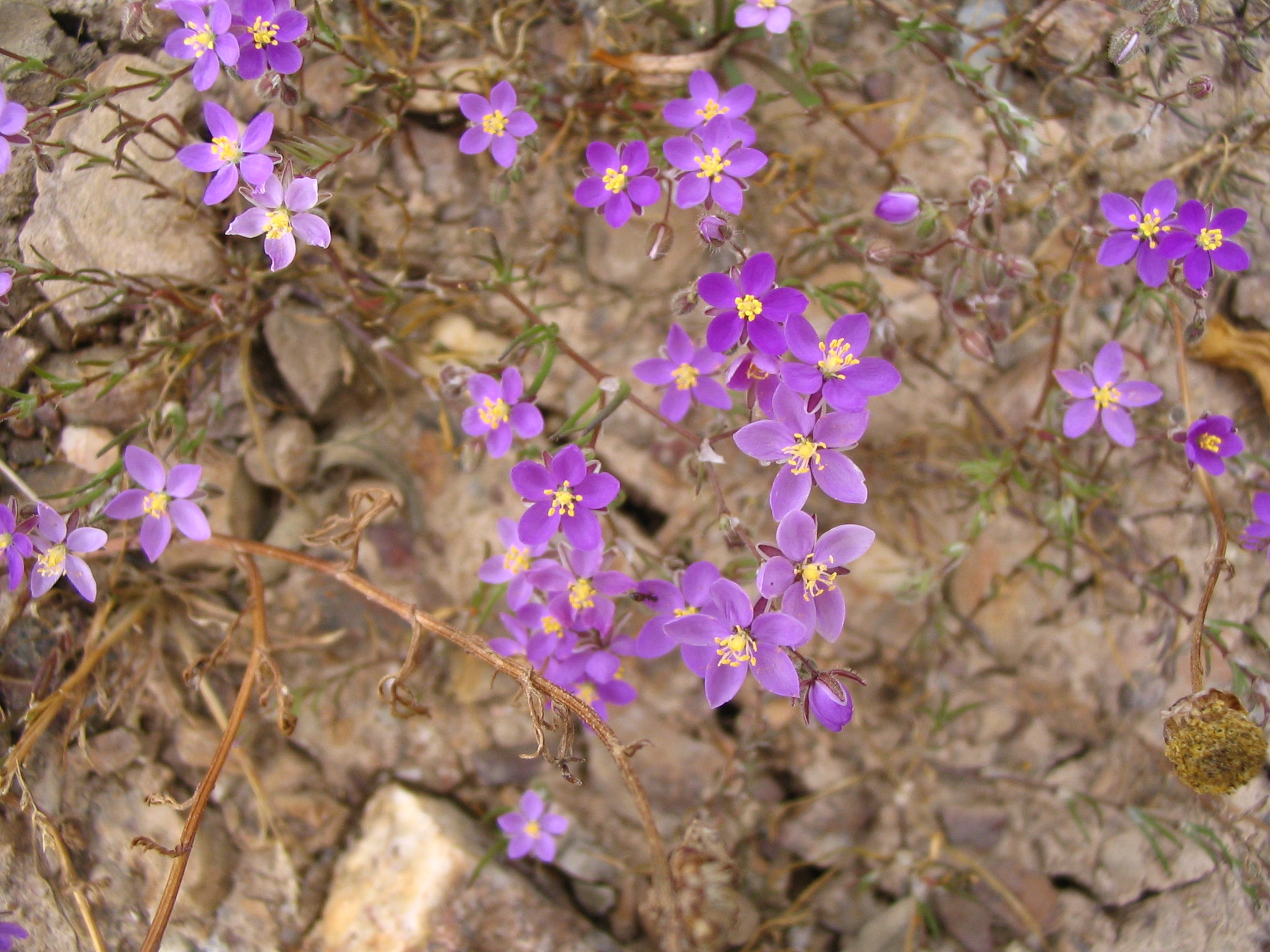
Spergularia purpurea

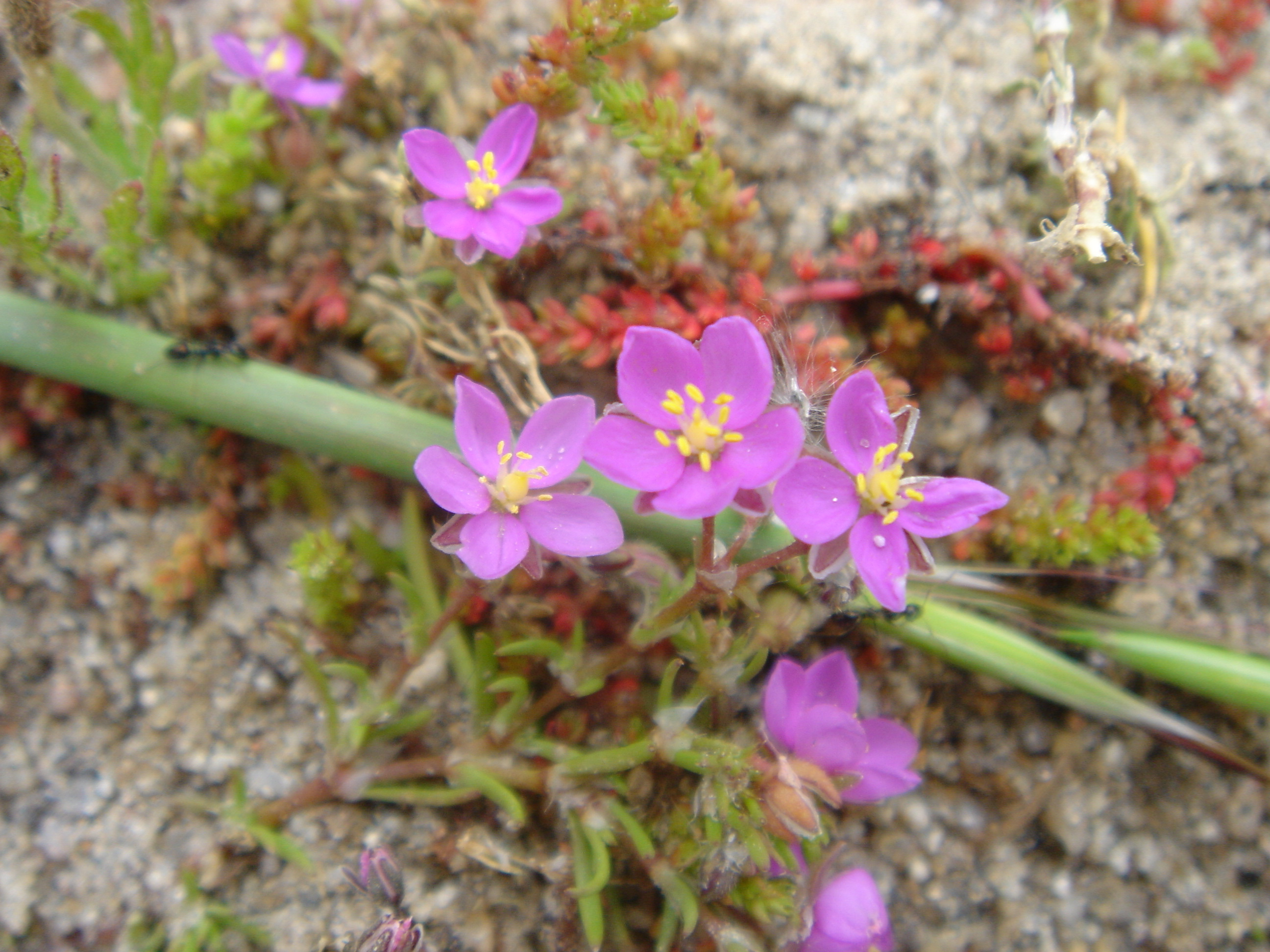
Spergularia rupicola

## Systematik
Die Gattung Spergularia wurde 1805 als Untergattung Arenaria subgen. Spergularia von Christiaan Hendrik Persoon in Synopsis Plantarum: seu Enchiridium botanicum Band 1 Seite 504 aufgestellt. Diese Untergattung wurde 1819 durch Jan Svatopluk Presl und Karel Bořivoj Presl in Flora Cechica, Seite 94 zur Gattung erhoben. Dieser Name Spergularia ist gegenüber älteren Namen konserviert.
Die Gattung Spergularia gehört zur Tribus Polycarpeae in der Unterfamilie Paronychioideae werden innerhalb der Familie Caryophyllaceae.
Etwa 17 Arten kommen in Europa vor. In Mitteleuropa kommen Igelsamige Schuppenmiere (Spergularia echinosperma), Salz-Schuppenmiere (Spergularia marina), Flügelsamige Schuppenmiere (Spergularia media), Rote Schuppenmiere (Spergularia rubra) und Getreidemiere (Spergularia segetalis).
Zur Gattung Schuppenmieren (Spergularia) gehören etwa 25 Arten. Hier eine Auswahl:
- Spergularia australis (Samp.) Ratter: Sie kommt in Portugal und im westlichen Spanien vor.
- Spergularia azorica (Kindb.) Lebel: Es ist ein Endemit der Azoren.
- Spergularia bocconei (Scheele) Asch. & Graebn.: Sie kommt in Südeuropa, Nordafrika und Westasien vor.
- Spergularia capillacea (Kindb. & Lange) Willk.: Sie kommt nur in Portugal und Spanien vor.
- Spergularia depauperata (Gay) Rohrb.: Sie kommt in Argentinien und Chile vor.[3]
- Spergularia diandra (Guss.) Heldr.: Sie kommt in Eurasien und Nordafrika vor.
- Igelsamige Schuppenmiere (Spergularia echinosperma (Čelak.) Ascherson & Graebner)[1][4]: Sie kommt in Spanien, Marokko, Frankreich, in Mitteleuropa bis zur Slowakei vor.[2]
- Spergularia fimbriata Boiss.: Sie kommt in Marokko, Spanien, Portugal und auf den Balearen vor.
- Spergularia heldreichii Foucaud: Sie kommt in Südeuropa und Nordafrika vor.
- Spergularia lycia P. Monnier & Quézel: Sie kommt in Kreta und in der Türkei vor.
- Spergularia macrorhiza (Req.) Heynh.: Sie kommt in Korsika, Sardinien und Italien vor.
- Salz-Schuppenmiere (Spergularia marina (L.) Griseb., Syn.: Spergularia salina J.Presl & C.Presl)[1][4]: Sie ist fast weltweit verbreitet, mit Ausnahme von beispielsweise Südamerika.
- Flügelsamige Schuppenmiere (Spergularia media (L.) C.Presl), laut Fischer Spergularia maritima[1][4]: Sie kommt in Eurasien, in Nordafrika und auf den Kanaren vor.
- Spergularia nicaeensis Burnat: Sie kommt in Südeuropa und Nordafrika vor.
- Spergularia purpurea (Pers.) G.Don: Sie kommt in Marokko, Portugal und Spanien vor.
- Rote Schuppenmiere (Spergularia rubra (L.) J.Presl & C.Presl)[1][4]: Sie ist in Eurasien und Nordafrika verbreitet.
- Spergularia rupicola Le Jol.: Sie kommt in Westeuropa meist in Küstennähe vor.
- Saat-Schuppenmiere oder Getreidemiere (Spergularia segetalis (L.) G.Don, Syn.: Delia segetalis (L.) Dumort.): Sie ist von Marokko über Westeuropa bis Italien verbreitet und kommt in Polen vor.[2] Sie kommt in Europa in Spanien, Portugal, Frankreich, Italien, in der Schweiz, in Polen vor und kam früher auch in Belgien, den Niederlanden und Deutschland vor.[4]
- Spergularia tangerina P.Monnier: Sie ist in Südeuropa und Nordafrika verbreitet.